# Juan Sebastián Torales
Juan Sebastián Torales (Santiago del Estero, 1982) è un regista, sceneggiatore e montatore argentino.

## Biografia
Ha studiato cinema a Córdoba, dove ha anche insegnato montaggio cinematografico. Ha mosso i primi passi nel cinema indipendente argentino, sviluppando sin da subito un interesse per tematiche legate all’identità, alla sessualità e al folclore. Nel 2017 si è trasferito a Parigi, dove ha lavorato come montatore per oltre trenta documentari prodotti dalla televisione francese.
Nel 2008 ha realizzato il cortometraggio documentario La croix, selezionato per il Festival internazionale del cinema di Mar del Plata. Il film ritrae l'artista Luizo Vega durante una crocifissione performativa in tempo reale. La pellicola è stata censurata a Córdoba, fatto che ha contribuito alla decisione di Torales di trasferirsi definitivamente in Francia.
Nel 2018 ha codiretto, insieme a Federico Schmukler, il cortometraggio drammatico Le Warrior, incentrato sulla storia di Gerald, un ragazzo di 16 anni segnato dalla violenza, che cerca di sfuggire alla realtà. Tuttavia, la città e la notte lo costringeranno ad affrontare i propri demoni interiori.
Il suo primo lungometraggio, Almamula del 2023, è stato presentato nella sezione Generation 14plus della 73ª edizione del Festival internazionale del cinema di Berlino, dove ha ottenuto una candidatura all’Orso di cristallo. È ispirato a un periodo della sua adolescenza, in cui è stato vittima come omosessuale del conservatorismo e della superstizione della propria comunità.  Il film racconta la vicenda di Nino, un ragazzo di 14 anni che, dopo un'aggressione di matrice omofoba, si trasferisce con la famiglia in un piccolo paese conservatore nel nord dell'Argentina. Qui viene a conoscenza della leggenda dell’Almamula, una creatura mitologica che punisce i peccatori carnali. Sottoposto alle pressioni della chiesa locale, che cerca di "curarlo" dalla sua omosessualità, Nino comincia a desiderare l’intervento della creatura.

## Filmografia
- La croix (2008) – corto
- Le Warrior (2018) – corto
- Sacha (2019) – corto
- Maco (2020) – corto
- Almamula (2023)